# Barry Wilmore
Barry Eugene Wilmore (* 29. prosince 1962 Murfreesboro), původně pilot Námořnictva Spojených států amerických, později astronaut NASA, 505. člověk ve vesmíru. Do vesmíru se dostal na deset dní jako člen posádky raketoplánu Atlantis při letu STS-129 na Mezinárodní vesmírnou stanici (ISS) v listopadu 2009. V září 2014 na stanici odletěl znovu jako člen Expedice 41/42. A potřetí ho tam v červnu 2024 přivedla několikadenní testovací mise Boeing Crew Flight Test. Kvůli problémům s lodí Starliner se ale jeho pobyt prodloužil do řádné Expedice 72, takže se zpět na Zemi dostal až v polovině března 2025 v posádce SpaceX Crew-9. V polovině roku 2025 odešel z NASA.

## Mládí, vojenský pilot
Barry Wilmore se narodil v Murfreesboro, městě v Tennessee nedaleko Nashville. Po střední škole studoval elektrotechniku na Tennesseeské technologické univerzitě (Tennessee Technological University), kde roku 1985 získal titul bakaláře.
Od roku 1985 sloužil v Námořnictvu Spojených států amerických. Stal se pilotem, létal na A-7Ea F/A-18 z letadlových lodí USS Forrestal, USS John F. Kennedy, USS Enterprise a USS Dwight D. Eisenhower. Byl bojově nasazen v Iráku (operace Pouštní bouře, Pouštní štít a Jižní stráž) a Bosně.
Roku 1992 absolvoval Školu zkušebních pilotů námořnictva (U.S. Naval Test Pilot School) na námořní letecké základně Patuxent River v Marylandu. Jako zkušební pilot se podílel na vývoji a testech cvičného proudového letounu T-45 Goshawk. Roku 1994 získal dva magisterské tituly – na Tennesseeské univerzitě (University of Tennessee) v Knoxville v oboru letecké systémy a na Tennesseeské technologické univerzitě z elektrotechniky. Do roku 2000 byl instruktorem ve Škole zkušebních pilotů letectva na Edwardsově základně.

## Astronaut

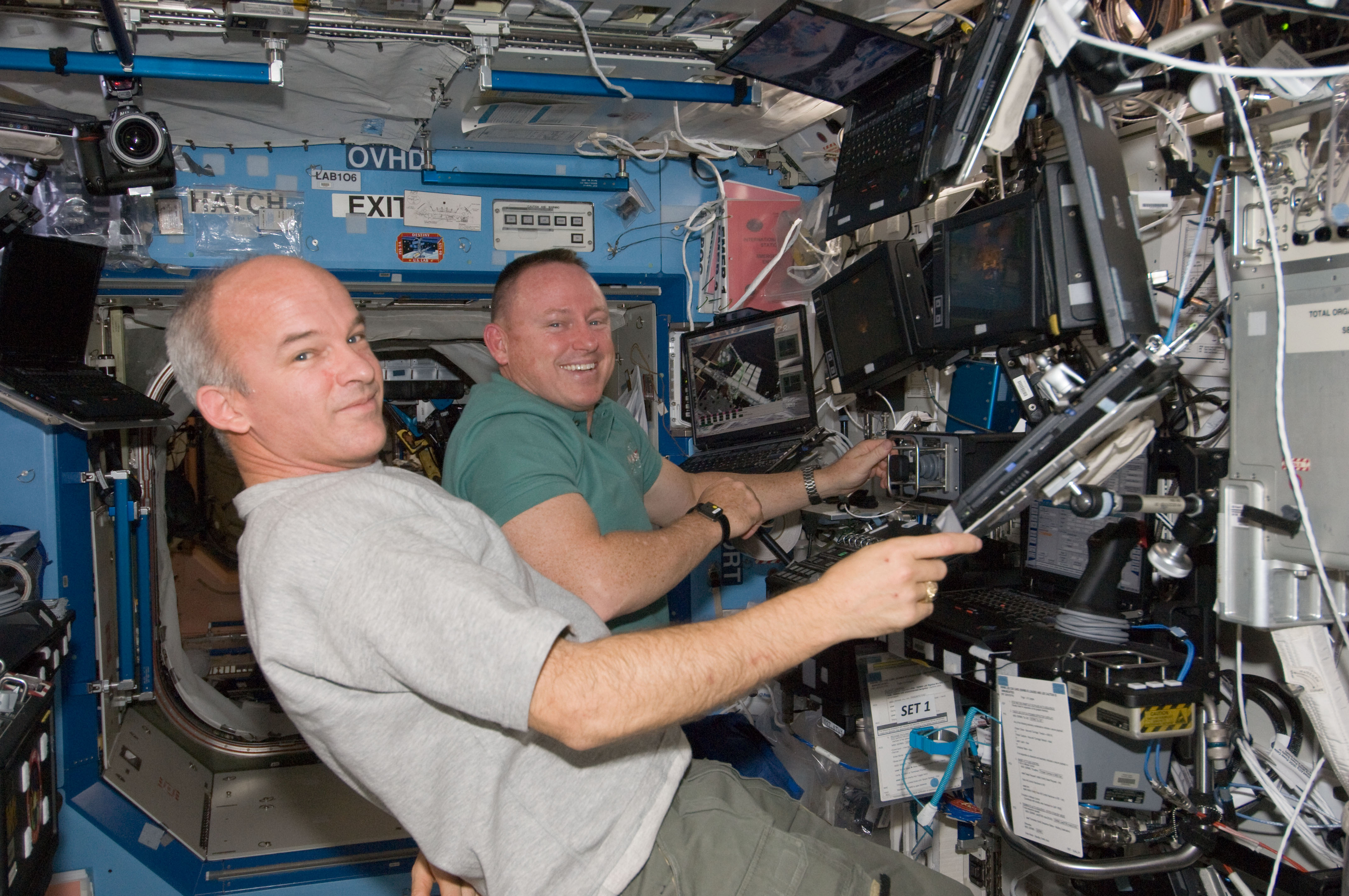
Jeffrey Williams (v popředí) z Expedice 21 a Barry Wilmore v modulu Destiny na Mezinárodní vesmírné stanici pracují s „kanadskou rukou“ (Canadarm2), 18. listopadu 2009

Přihlásil se k 17. náboru astronautů NASA roku 1998, ale dostal se pouze mezi 121 finalistů. Uspěl v následujícím, 18. náboru a 26. července 2000 byl zařazen mezi americké astronauty. V základním kosmonautickém výcviku získal kvalifikaci „pilota“ raketoplánu.

### 1. kosmický let (STS-129)
Dne 30. září 2008 NASA zveřejnila jeho jmenování do posádky letu STS-129. Do vesmíru odstartoval 16. listopadu 2009 na palubě raketoplánu Atlantis. Cílem mise byla doprava zásob a vybavení na Mezinárodní vesmírnou stanici (ISS) a příprava stanice na připojení nového modulu Tranquility. Let trval 10 dní, 19 hodin a 16 minut.

### 2. kosmický let (Sojuz TMA-14M)
V prosinci 2011 byl zařazen do posádky Expedic 41 a 42 na ISS s plánovaným startem v září 2014, posádka byla současně záložní pro Expedici 39/40 startující v březnu 2014. Na svou druhou misi odstartoval 25. září 2014 na palubě Sojuzu TMA-14M ve funkci palubního inženýra lodi. Po necelých šesti hodinách letu se Sojuz spojil se stanicí ISS a kosmonauti se zapojili do práce Expedice 41. V posádce stanice zastával funkci palubního inženýra Expedice 41 a velitele Expedice 42; během letu čtyřikrát vystoupil do vesmíru. Se Samokuťajevem a Serovovou 12. března 2015 v Sojuzu TMA-14M přistál na Zemi po 167 dnech, 5 hodinách a 42 minutách letu.

### 3. kosmický let (Boeing Crew Flight Test / SpaceX Crew-9)
V říjnu 2020 byl jmenován velitelem základní posádky mise Boeing Crew Flight Test, prvního pilotovaného letu nové kosmické lodi Starliner. Po mnohých odkladech v ní společně se Sunitou Williamsovou odletěli k ISS 5. června 2024 a o den později se připojili k ISS. Jejich let měl trvat asi 10 dní, během příletu ke stanici však byly zaznamenány potíže pohonného systému, které vedly k opakovanému zpožďování termínu návratu na Zemi a dodatečným testům trysek kvůli jak na lodi připojené ke stanici, tak na identických kusech na Zemi. Na základě výsledků testů a pod tlakem dalšího programu letů k ISS nakonec NASA rozhodla, že Starliner odletí na Zemi prázdný, Wilmore s Williamsovou zůstanou na stanici a po příletu lodi SpaceX Crew-9 se připojí k její posádce (redukované na 2 astronauty) a budou s ní půl roku pracovat jako členové Expedice 72. Tento scénář se naplnil 29. září 2024, kdy na místo uvolněné počátkem měsíce Starlinerem dorazil Crew Dragon a v něm astronaut Nick Hague a kosmonaut Alexandr Gorbunov.
Wilmore mezitím spolu se Sunitou Williamsovou absolvoval další – svůj už pátý – výstup do volného prostoru, při němž společně odstranili sestavu radiofrekvenční skupinové antény z příhradové konstrukce stanice a odebrali vzorky povrchového materiálu k analýze z laboratoře Destiny a přechodové komory Quest. Mimo bezpečí stanice strávili 5 hodin a 26 minut a Wilmore tak zvýšil celkovou délku výstupů na 31 hodin a 2 minuty.
Jen pár desítek hodin poté, co na ISS dorazili její nástupci v lodi SpaceX Crew-10, odletěla 18. března 2025 kompletní, čtyřčlenná posádka Crew-9 zpět na Zemi. Když později téhož dne přistála z břehů Floridy, zapsal si Wilmore, stejně jako jeho kolegyně ze Starlineru Williamsová, do statistik 286 dní, 7 hodin a 5 minut letu. To je zařadilo na společné 18. a 19. místo tabulky nejdelších jednotlivých letů v historii kosmonautiky. A do historických tabulek se oba zapsali ještě jednou – jako první z již více než 600 astronautů a kosmonautů se mohou chlubit tím, že při svých misích postupně letěli celkem 4 různými typy kosmických lodí. Nejprve americkým raketoplánem Space Shuttle, pak ruským Sojuzem a nakonec oběma americkými komerčními kosmickými loděmi Starliner a Crew Dragon. Unikátnost takového stavu lze doložit tím, že pouze 9 dalších astronautů absolvovalo let ve 3 typech technologie.
NASA 6. srpna 2025 oznámila, že Wilmore odchází do penze.

## Soukromý život
Barry Wilmore je ženatý a má dvě dcery.